# Na na na (Dulce niña)
«Na na na (dulce niña)» es una canción de la agrupación mexicana-estadounidense de cumbia-reguetón, Kumbia Kings, de esta canción proviene su tercer sencillo de su cuarto álbum Fuego. El sencillo fue lanzado en el año 2005 a través de la discográfica EMI Latín.

## Video musical
Fue grabado en el año 2004 y toda la agrupación es tan dentro de un escenario de un cine donde Pee Wee junto con unos mariachis  canta la canción mientras en otras tomas se ven a unos niños conociéndose que más tarde son una pareja casándose en el reflector de la pantalla.

## Lista de canciones

### Sencillo - CD[3]
| Na na na (Dulce Niña) — Single |                         |          |  |
| N.º                            | Título                  | Duración |  |
| 1.                             | «Na na na (Dulce Niña)» | 3:07     |  |

## Posicionamiento en listas

### Listas semanales
| Lista (2005–2006)                         | Mejor posición |
| ----------------------------------------- | -------------- |
| Estados Unidos (Hot Latin Songs)          | 6              |
| Estados Unidos (Latin Pop Airplay)        | 21             |
| Estados Unidos (Latin Rhythm Airplay)     | 25             |
| Estados Unidos (Regional Mexican Airplay) | 12             |
| Estados Unidos (Tropical Airplay)         | 11             |

### Listas de fin de año
| Lista (2006)                   | Posición |
| ------------------------------ | -------- |
| US Hot Latin Songs (Billboard) | 21       |